# Torpille (artillerie)
Pour les articles homonymes, voir Torpille (homonymie) et Crapouillot.

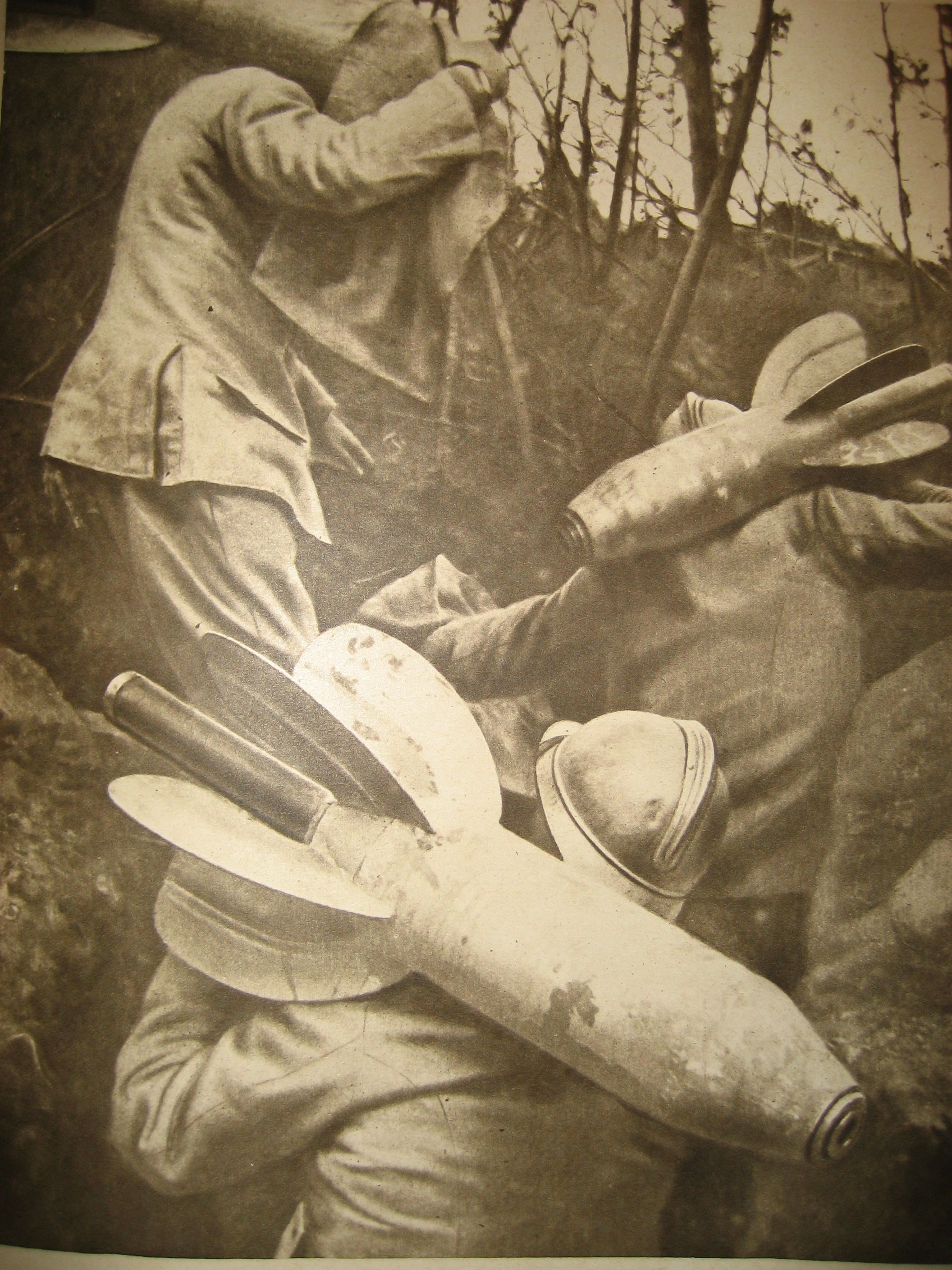
Transport d'obus de crapouillot dans une tranchée en 1916.

Dans le langage des artilleurs du XIXe siècle, un obus « fait torpille » lorsqu'il pénètre dans le sol avant d'exploser. Ce terme s'oppose à « faire ricochet » lorsqu'il rebondit avant d'exploser dans les airs. Ce phénomène est apparu avec la mise au point de l'obus cylindro-ogival muni d'une fusée percutante. L'obus percutant explosant sous terre produit un cratère bouleversant les retranchements ou bien « fait fougasse » si les dégâts superficiels paraissent insignifiants. Dans ce dernier cas il se produit un effet tellurique endommageant les dessous des fortifications.
La « crise de l'obus-torpille » est le terme convenu pour désigner le soudain avantage que l'artillerie prit sur la fortification en maçonnerie de pierre à la fin du XIXe siècle. Elle sera partiellement résolue par l'emploi du béton armé et du cuirassement.
Dans l'argot des Poilus durant la Première Guerre mondiale, le terme « torpille » désignait un projectile d'artillerie venant bouleverser les tranchées. Par extension, il était parfois donné improprement à la pièce d'artillerie qui servait à le lancer, en général un mortier de tranchée (également surnommé crapouillot , terme appliqué tant au 58 mm français qu'à un Minenwerfer allemand).

## Sources
- Émile-Edmond Legrand-Girarde (général) et Hippolyte Plessix, Manuel complet de fortification, Berger-Levrault, 1909, 4e éd., Émile-Edmond Legrand-Girarde (général) (OCLC 250351094).